# Neopeltella aequatoriensis
Neopeltella aequatoriensis är en svampart som beskrevs av Petr. 1950. Neopeltella aequatoriensis ingår i släktet Neopeltella och familjen Schizothyriaceae.   Inga underarter finns listade i Catalogue of Life.